# Eric Dubus
Eric Dubus (Francia, 28 de febrero de 1966) es un atleta francés retirado especializado en la prueba de 3000 m, en la que consiguió ser subcampeón mundial en pista cubierta en 1993.

## Carrera deportiva
En el Campeonato Mundial de Atletismo en Pista Cubierta de 1993 ganó la medalla de plata en los 3000 metros, llegando a meta en un tiempo de 7:50.57 segundos, tras el italiano Gennaro Di Napoli y por delante del español Enrique Molina.